# アイリュ
アイリュ（Ayllu、アイユとも）は、ペルーからボリビアの先住民社会に特徴的といわれる、血縁・地縁組織の名称。日本では、一般的に、ペルーの山間部の発音に近い「アイユ」と表記される（ジェイスモを参照）。具体的な組織形態は、地域や時代によって多少差が見られる。

## 概要
先スペイン期(白人による新大陸征服以前)においては、アイリュ内に2人の首長を置き、双分制を取っていたといわれている。現代、地方で見られるものは、政治制度として地域の統治機構を担うことは少なく、村落内やある一定の地域内における相互扶助的な役割などを担っていることがおおい。
スペイン人の征服時の記録では、地域によって大きく複雑で幾重にも重なった構造をなし、ある一定領域の政治的統治機構を兼ね備えていたとされるものが多数あったことがわかる。実際、現在のボリビアの北ポトシ地域には、ケチュア系先住民の共同体的統治機構が残っており、これをアイリュと読んでいる。それは、北ポトシ地域のうち、複数の地域を統治する政治的機構の役割を担っている。
本来のアイリュの特徴として、双分制と呼ぶものがあげられる。アイリュ内の地域や組織を二つに分け、それぞれに首長 （ヒラカタ Jilaqata）をおき、全体として首長が二人いる形態をとる。その下にも様々な組織がつらなるが、そこにもそれぞれ首長が2人おり、組織や地域が2つに分かれていく。実際には、2人の首長の権限に若干の差はあるが、決してリーダーとサブリーダーではなく、形式として2人のリーダーをおく。これは、現代の北ポトシ地域でも見られる制度である。現代においては、マリュク(役職)の中のトップがヒラカタ(長）である。
また、ボリビア共和国においては、1953年の農地改革において、ほとんどすべてのアイリュがコムニダー(Comunidad：共同体)という名称に変更になった。その名称をアイリュに戻そうという運動も一時期あり、今ではMarca(先住民の言葉のケチュア語で村を意味する)で落ち着いている。ボリビア共和国で起こりつつある先住民の文化や慣習、権利の復興運動は、1970年代のIndigenismo(インディヘニスモ)運動に対して、Indianismo(インディアニスモ)運動と呼ばれている。

## 歴史上の政治的統治機構としてのアイリュ
ペルー領の多くやエクアドルなどの他地域は、クラカという用語が地域の首長の役職名として利用されている。スペイン人の記録文書には、カシーケという語も利用されているが、これはアラワク語で、先にスペイン人が占領した地域の用語をインカ帝国の説明に転用したものであり、本来は、地域の首長はケチュア語でクラカと呼ばれることが多かった。ボリビアの場合、ほとんどのアイリュが、1950年代に、コムニダー (コミュニティー)と名前を変えてしまう。
ボリビアやペルーはほとんどの地域で、スペイン人による征服後のレドゥクシオン（集住）政策により、伝統的な村落共同体は崩壊した。また、アシエンダと呼ばれる大土地所有制により、先住民たちは囲い込まれてしまっていた。それでも、その歴史の中でアイリュは再構成され継続された地域もあった。
また、ボリビアの高原地帯では、土地自体の貧しさや先住民の抵抗から、大土地所有制から外れた自由村と言える地域があったと伝えられており、そういった地域では地域の統治機構としてのアイリュは生き残っていたといわれている。現在でもオルーロ街道沿いには、ボリビア独立時に自由村であったことを誇りにしている共同体がある。スペイン統治以降、まったくスペイン系領主による統治を免れていたかは検証の余地があるが、自由村ということを現代まで誇りにしているということに意味がある。
北ポトシ地域の例は、さまざまな歴史的変遷をたどりながらも、例外的に残された貴重なアイリュである。北ポトシ（ケチュア系）では、アイリュの長をヒランク (Jilanqu) という。これは ヒラカタ (Jilaqata) がなまったものといわれている。先に挙げた17世紀初頭のBertonioの辞書にもヒランク （Jilanqu） という用語があり、ヒラカタ（Jilaqata） に同じと記されている。